# Rasa de Masnou
La Rasa de Masnou és un afluent per la dreta del barranc de Pallarès, al Solsonès. De direcció predominant NO-SE, s'escola pel vessant de llevant de la Torregassa al llarg de prop de 4 km. fets pels termes d'Olius i de Solsona.
Neix a 909 msnm a òc menys de 400 m. del pic de la Torregassa, a la frontera entre els termes municipals d'Olius i de Castellar de la Ribera. Durant els primers 720 m. del seu curs pren la direcció N. Tot seguit agafa la direcció predominant E que mantindrà durant la resta del seu curs tot passant pel costat (90 m. al sud) de la masia del Masnou que li dona nom, 100 m. al sud de la Talaia, 125 m. al nord de Cal Torroner i, tot seguit, salta la cascada de la font de la Mina, travessa la carretera C-26 a tocar de la capella de Sant Pere Màrtir i desguassa a la riera de l'Olmeda a 683 msnm, ja dins del parc de la Mare de la Font.

## Termes municipals que travessa
Des del seu naixement, la rasa de Masnou passa successivament pels següents termes municipals.
|                                        | Longitud (en m.) | % del recorregut |
| -------------------------------------- | ---------------- | ---------------- |
| Per l'interior del municipi d'Olius    | 3.218            | 81,7%            |
| Fent de frontera entre Olius i Solsona | 445              | 11,3%            |
| Per l'interior del municipi de Solsona | 278              | 7,1%             |

## Perfil del seu curs
| Recorregut (en m.) | Altitud (en m.) | Pendent' |
| ------------------ | --------------- | -------- |
| 0                  | 909             | -        |
| 250                | 888             | 8,4%     |
| 500                | 847             | 16,4%    |
| 750                | 813             | 13,6%    |
| 1.000              | 798             | 6,0%     |
| 1.250              | 783             | 6,0%     |
| 1.500              | 768             | 6,0%     |
| 1.750              | 753             | 6,0%     |
| 2.000              | 743             | 4,0%     |
| 2.250              | 734             | 3,6%     |
| 2.500              | 722             | 7,4%     |
| 2.750              | 708             | 5,6%     |
| 3.000              | 703             | 2,0%     |
| 3.250              | 697             | 2,4%     |
| 3.500              | 693             | 1,6%     |
| 3.750              | 683             | 4,0%     |
| 3.941              | 675             | 3,3%     |

## Xarxa hidrogràfica
La xarxa hidrogràfica de la Rasa de Masnou està integrada per un total d'12 cursos fluvials dels quals, 10 són subsidiaris de 1r nivell i 1 ho és de 2n nivell. La totalitat de la xarxa suma una longitud de 8.176 m.